# Осінній вітер
«Осінній вітер» («Осенний ветер») — радянський телефільм 1986 року, знятий режисерами Володимиром Прудкіним і Тетяною Пресняковою на Центральному телебаченні СРСР.

## Сюжет
За мотивами п'єси французького драматурга Жана Поля Венцеля «Далеко від Агонданжу». Дія відбувається у Франції. Жорж і Марі на старості років купили будинок у сільській місцевості далеко від рідного міста. Але це не дало їм щастя. Повільно і монотонно протікав залишок життя самотніх людей похилого віку. Колись були донька, коло знайомих, робота. Тепер лишився лише неминучий кінець. Померла Марі. Минуло трохи часу, і вітер хитає фіранки на вікнах повністю спорожнілого будинку.

## У ролях
- Ірина Гошева — Марі
- Марк Прудкін — Жорж
- Галина Борисова — епізод
- Володимир Симонов — епізод
- Тетяна Глєбова — Марі в молодості
- Роман Козак — епізод
- І. Юревич — епізод
- Віктор Кулюхін — епізод
- А. Єфремов — епізод
- В. Нікітін — епізод
- Сергій Ковальов — епізод
- П. Образцов — епізод

## Знімальна група
- Режисери — Володимир Прудкін, Тетяна Преснякова
- Сценарист — Володимир Прудкін
- Оператори — Юрій Ісаков, Олександр Пугачов
- Композитор — Яків Якулов
- Художник — Станіслав Морозов